# Pierdec
Pierdec, pseudonyme de Pierre Decomble, né le 7 juin 1920 à Toulouse et mort le 3 juillet 2006 à Toulouse, est un illustrateur et un dessinateur français de bandes dessinées.
Actif de la fin des années 1940 à la fin des années 1990, Pierdec est un collaborateur des deux grands groupes de la presse catholique de cette époque : la Maison de la Bonne Presse (revues Bayard et Bernadette) et surtout les éditions Fleurus (revues Fripounet et Marisette, Cœurs vaillants et Âmes vaillantes ainsi que leurs successeurs, collection Belles Histoires et Belles Vies). Son œuvre considérable est surtout présente dans les revues pour jeunes de ces deux groupes. Elle comprend des illustrations pour des romans et des nouvelles, de très nombreux récits complets de quelques planches et des histoires à suivre qui n’ont pour la plupart jamais été reprises en albums. À l’exception de Gilbert de Pontans, sur scénario de Guy Hempay, aucune de ses bandes ne fait intervenir de héros récurrent.
La plus grosse partie de la production de Pierdec, réalisée dans un style « classique et réaliste », se rattache à la bande dessinée historique, qu’elle soit d’aventure, à caractère biographique ou à visée religieuse.

## Biographie
Pierdec est un descendant d'Eugène Decomble, architecte et ingénieur. 
Il poursuit des études de droit à Toulouse et obtient un diplôme d’avocat avant de "monter" à Paris en 1946 avec l’ambition de devenir dessinateur.
Dès l’année suivante, il publie deux récits complets dans la collection « Vaillance » des éditions Marcel Daubin. A cette époque son nom apparaît aussi épisodiquement dans des revues telles que Jeudi matin, La Semaine de Suzette, Marie-France, Pierrot ou Lisette.
En 1948, il fait ses débuts à la Maison de la Bonne Presse. Dans Bayard tout d’abord (de 1948 à 1956) et dans Bernadette ensuite (de 1950 à 1964), il illustre des nouvelles et des romans ainsi que de courts récits en bandes dessinées. Il dessine aussi des histoires à suivre en bandes dessinées avec bulles ou « à l’ancienne » avec textes sous images, sur ses propres scénarios, ou sur des scénarios d’auteurs tels que Tony Diaz, Albert Bonneau ou Geneviève de Corbie.
Dès 1951, il entame aussi avec l’éditeur concurrent Fleurus une collaboration régulière qui durera 30 ans et s’achèvera en 1981. Pierdec est présent dans Fripounet et Marisette de 1952 à 1969 pour des couvertures et des illustrations d’abord, pour une cinquantaine de récits complets ensuite. Il apparaît aussi dans Âmes Vaillantes à partir de 1952 et figure au sommaire de ses successeurs J2 Magazine (1963-1974) puis Djin (1974-1981). Dans ces revues pour fillettes et adolescentes, il fait paraître des récits à suivre sur des scénarios de Monique Amiel, George Fronval, Guy Hempay, Isabelle Gendron, Brice Tarvel et bien d’autres. Sa collaboration à Cœurs Vaillants, qui s’adresse quant à lui aux jeunes garçons et adolescents, commence en 1951 et se poursuit également dans les titres qui lui succèdent : J2 Jeunes d’abord (1963-1970) et Formule 1 ensuite (1970-1981). C’est dans cette dernière revue, qu’il publie de 1974 à 1980, sur des scénarios de Guy Hempay, la seule série de sa carrière : les aventures de Gilbert de Pontans qui comprennent 3 épisodes à suivre et 45 récits complets.
Entre 1955 et 1957, son intense collaboration avec les deux principaux éditeurs de la presse catholique pour jeunes n’empêche pas Pierdec d’adapter plusieurs romans en images pour l’hebdomadaire L’Intrépide des éditions Del Duca, parmi lesquels figurent Le Dernier des Mohicans de Fenimore Cooper et Les Chasseurs de loups de James Oliver Curwood.
Il dessine également pour d’autres revues chrétiennes pour la jeunesse. De 1955 à 1970, il collabore à Kisito-Ibalita destinée au marché africain, de 1978 à 1985 à Terres lointaines, de 1985 à 1992 à Jeunes témoins.
Lorsque s’interrompt sa longue collaboration avec éditions Fleurus, c’est auprès des éditions Bordas et fils que Pierdec trouve une nouvelle activité régulière. Dans la collection « Les Voyageurs de l’histoire », il publie 14 albums entre 1980 et 1989. Toujours fidèle à l’édition catholique, il participe en 1982-1983 à plusieurs épisodes de L'Histoire du Peuple de Dieu des éditions du Bosquet. Il retourne même chez Fleurus pour deux albums publiés dans la collection « Les Grandes Heures des chrétiens » en 1988 et 1989.

## Bandes principales

### En revues
- Mission au Kiang-Si, Bayard, 1950.
- Pirouli visite le zoo, Bayard, 1950-1955.
- La Vie de Savorgnan de Brazza, Bernadette, 1952.
- Quand les vautours ne volent plus, Bayard, 1953.
- Tombée du ciel, scénario Albert Bonneau, Bernadette, 1954.
- Les Prospecteurs du Xingu, scénario Tony Diaz, Bayard, 1956,
- Le Trésor lointain, d'après J.-H. Rosny aîné, L'Intrépide, 1957[3].
- Mapéro des Grands Lacs, scénario Geneviève de Corbie, Bernadette, 1959.
- Marco Polo, scénario Geneviève de Corbie, Bernadette, 1960.
- René Caillé le vainqueur de Tombouctou, scénario Geneviève de Corbie, Bernadette, 1961.
- Roald Amundsen, scénario Geneviève de Corbie, Bernadette, 1961.
- Le Cavalier au manteau partagé, scénario Monique Amiel,  Âmes vaillantes, 1961.
- La Chevauchée du dernier espoir, Âmes vaillantes, 1961.
- Sur les pas d'Anne de Bretagne, scénario Jorda Renault, Âmes vaillantes, 1963.
- Sarajewa, scénario George Fronval, J2 magazine, 1964.
- Robin des bois, scénario Guy Hempay, J2 magazine, 1965.
- L'Étoile pourpre, scénario Serge Dalens, J2 jeunes, 1967.
- La Fée des grèves, d'après Paul Féval, scénario Henry Caouissin, J2 magazine, 1968.
- La Druidesse du Mont Belen, scénario Cado et Corley, J2 magazine, 1969.
- Les Diamants de la 2 CV, scénario Francis Alès, J2 magazine, 1970.
- Myrna et les pigeons, scénario Guy Hempay, J2 magazine, 1971.
- Ben Hur, scénario Isabelle Gendron, J2 magazine, 1972.
- Gilbert de Pontans, Formule 1, 1974-1980.

### Albums
- Pirouli au zoo, La Bonne Presse, 1955.
- Baudoin IV de Jérusalem, le roi lépreux, Éditions du Triomphe, 1994 et 2002.
- Gilbert de Pontans, Éditions du Triomphe, 1997.
- La Fée des grèves, Éditions du Triomphe, 2005 .

#### Collection «Belles histoires et belles vies»
- Saint Pie X , texte abbé Jean Clerc, n° 35, Fleurus, 1957 et 1983 (nouvelle éd.).
- Martin l'apôtre de la Gaule / texte Marie Migneaux, n° 45, 1995 (nouvelle éd.).
- Sainte Émilie de Vialar,  fondatrice des Sœurs de Saint-Joseph de l'Apparition, texte Agnès Richomme, n° 52, Fleurus, 1990 (nouvelle éd.).
- Le Père Noailles, texte Marie-Colette Mainé, n° 60, Fleurus, 1990 (nouvelle éd.).
- Histoire des missions 1, texte Marie Migneaux et Georges Bideau, n° 66, Fleurus, 1990 (nouvelle éd.).
- Histoire des missions 2, texte Marie Migneaux et Georges Bideau, n° 67, Fleurus, 1990 (nouvelle éd.).
- Histoire des missions 3 : Aujourd'hui, les missions : 19e et 20e siècles , texte abbé Jean Pihan, n° 68, Fleurus, 1992 (nouvelle éd.).

#### Collection «Les Voyageurs de l'histoire»
- La Révolution française, textes de Jean-Marie Pélaprat, Bordas et fils, 1982.
- Napoléon, Bordas et fils, textes de Jean-Marie Pélaprat, Bordas et fils,1983.
- Louis XIV,  textes de Rosemonde Haurez, Bordas et fils,1984.
- Avec les soldats de la guerre 1914-1918,  textes de Rosemonde Haurez, Bordas et fils,1984.
- Les Grecs,textes de Rosemonde Haurez, Bordas et fils, Bordas et fils, 1985.
- Charlemagne, Bordas et fils, textes de Rosemonde Haurez, 1987.
- 14 juillet 1789, textes de Rosemonde Haurez, 1989.